# A. R. Ammons
Pour les articles homonymes, voir Ammons.
Archie Randolph Ammons est un poète américain né le 18 février 1926 à Whiteville et décédé le 25 février 2001 à Ithaca.

## Biographie
A. R. Ammons grandit dans une plantation de tabac près de Whiteville en Caroline du Nord. Il commença à écrire lors de la Seconde Guerre mondiale, à bord d'un Destroyer de l'US Navy en mission dans le Pacifique sud. Après la guerre, il fréquenta la Wake Forest University, où il se spécialisa en biologie, puis reçut son Master of Art d'Anglais à l'université de Californie à Berkeley.

## Carrière littéraire
Ammons publia son premier recueil de poème, Ommateum: with doxology, en 1955. Il en écrivit une trentaine qui furent gratifiés par de nombreux prix littéraires : Ses Collected Poems 1951-1971, publiés en 1972, furent récompensés par le prix National Book Award, puis son ouvrage Sphere (1974) remporta le Bollingen Prize. Ammons reçut également le National Book Critics Circle Award for Poetry pour son recueil A coast of trees (1981.
Il remporta enfin le National Book Award ainsi que du Library of Congress's Rebekah Johnson Bobbitt National Prize for Poetry pour son ouvrage Garbage (1993).
Ses honneurs ne s'arrêtent pas là : il reçut le Academy's Wallace Stevens Award, la Poetry Society of America's Robert Frost Medal, le Ruth Lilly Prize, …

## Citations
« L'unicité ne sert à rien quand on la dérive sans heurts, la pluralité n'est pas franche quand elle se montre purement sélective. »

— « Essay on Poetics », Selected Longer Poems, 1980